# Ignon
Der Ignon ist ein Fluss in Frankreich, der im Département Côte-d’Or in der Region Bourgogne-Franche-Comté verläuft. Er entspringt am Plateau von Langres, im Gemeindegebiet von Poncey-sur-l’Ignon, nur etwa 2,5 Kilometer von den Quellen der Seine entfernt, entwässert generell in östlicher Richtung und mündet nach rund 44 Kilometern im Gemeindegebiet von Til-Châtel als rechter Nebenfluss in die Tille. Knapp vor seiner Mündung wird ein Wasserlauf abgezweigt, der unter dem Namen Pont Rion das Ortsgebiet von Til-Châtel durchquert, mehrere Mühlen antreibt und etwa 1,5 Kilometer unterhalb ebenfalls in die Tille mündet.

## Orte am Fluss
(Reihenfolge in Fließrichtung)
- Poncey-sur-l’Ignon
- Pellerey
- Lamargelle
- Frénois
- Moloy
- Courtivron
- Tarsul
- Villecomte
- Diénay
- Is-sur-Tille
- Marcilly-sur-Tille
- Til-Châtel